# Gary Ridgway
Gary Leon Ridgway (Salt Lake City, 1949. február 18. –) amerikai sorozatgyilkos.
A Green River-i gyilkos néven is ismert. 71  gyilkosságot vallott be, de feltételezik, hogy áldozatainak száma jóval több. A 49. gyilkosság elismerését követően ő lett az Egyesült Államok történelmének legtöbb áldozatot szedő sorozatgyilkosa. A fiatal nők, prostituáltak és tinilányok elleni gyilkosságokat Seattle-ben, Washington államban követte el 1982 és 1991 között. A legtöbb áldozata prostituált volt, de sok volt köztük az otthonról elszökött tinilány is. A sajtó adta neki a Green River-i gyilkos nevet, miután első öt áldozatának holttesteit megtalálták a Green folyóban. Többnyire megfojtotta az áldozatait egy kötéllel vagy akár puszta kézzel, de előfordult, hogy előtte megkötözte a nőket. Miután megfojtotta őket, általában elhelyezte a holttesteket King megye erdős, füves és benőtt területein, ám gyakran visszatért a holttestekhez, hogy közösüljön velük.
2001. november 30-án, ahogy elhagyta munkahelyét, a Kenworth teherautógyárat Rentonban – ahol autófényezőként dolgozott –, letartóztatták négy nő meggyilkolásáért, amely esetek DNS-bizonyíték alapján a férfihez voltak köthetőek. Ezután Ridgway vádalkut kötött, miszerint megmutatja a további tetemeket a rendőrségnek, és mindent bevall. Ezt elfogadta az ügyészség, és a férfi mindenre kiterjedő vallomásáért cserébe 48-szoros életfogytiglani börtönbüntetésre ítélték, a felmentés és a kegyelem lehetősége nélkül.

## Gyerekkora
Gary Leon Ridgway 1949. február 18-án született Salt Lake City-ben, Utah-ban. Mary és Thomas Ridgway három fia közül ő volt a másodszülött. Gyerekkora meglehetősen zavaros volt; a rokonok elmondása alapján anyja uralkodó típus volt, és a fiatal Ridgway több, a szülei közt lezajlott erőszakos veszekedésnek lett szemtanúja. Apja buszvezetőként dolgozott, és gyakran panaszkodott a prostituáltak jelenlétére.
Ridgway 13 éves koráig ágyba vizelt, az anyja pedig minden eset után megfürdette őt. Később elmondta pszichológusainak: serdülőkorában ellentmondásos érzései voltak, keveredett a harag és a szexuális vágy az anyja iránt, arról fantáziált, hogy megöli őt.
Ridgway diszlexiás volt és évet ismételt még a középiskolában.
Amikor Ridgway 16 éves lett, megkéselt egy hatéves fiút, aki azonban túlélte a támadást. Bevezette a fiút az erdőbe, majd a bordákon keresztül a májába döfte a kést.

## Felnőtt évei
Ridgway 1969-ben végzett a Tyee Gimnáziumban, és elvette a 19 éves gimnáziumi választottját, Claudia Kraig-et. Csatlakozott az Amerikai haditengerészethez, Vietnamba vezényelték, ahol egy segédhajón dolgozott, és bevetésen is részt vett. A szolgálati ideje alatt gyakran kezdeményezett szexuális kapcsolatot prostituáltakkal, egyik ilyen alkalommal gonorrhoeával fertőződött meg, s bár ez feldühítette, továbbra sem védekezett az együttlétek során. Míg Ridgway Vietnamban volt, addig a felesége félrelépett, házasságuk pedig egy éven belül véget ért.
Miután Ridgway-t letartóztatták, barátai és családja úgy jellemezték, hogy egy barátságos, de furcsa ember. Első két házassága válással végződött a felek hűtlensége miatt. Második felesége - Marcia Winslow - azt állította, hogy fojtogatta őt. Ridgway vallásossá vált második házassága során, hittérítő tevékenységet folytatott, hangosan olvasta a Bibliát otthon és a munkahelyén is, és ragaszkodott hozzá, hogy felesége kövesse a lelkipásztoruk szigorú tanításait is. Ridgway gyakran sírt egy-egy prédikáció után vagy a Biblia olvasása során, ám a házassága alatt is igénybe vette a prostituáltak szolgáltatásait. Szerette volna rávenni feleségét, hogy nyilvános helyeken közösüljenek, illetve néha azokon a területeken, ahol később áldozatai holttesteit felfedezték. Az életében részt vevő nők szerint Ridgway-nek kielégíthetetlen szexuális étvágya volt. Három exfelesége és volt barátnői azt nyilatkozták, hogy Ridgway naponta többször is igényelte a közösülést, sokszor előfordult, hogy nyilvános helyeken vagy az erdőben akarta. Maga Ridgway is elismerte, hogy a prostituáltak megszállottjává vált, így egy se veled, se nélküled kapcsolat alakult ki. Gyakran panaszkodott jelenlétükre a környéken, ám rendszeresen igénybe vette szolgáltatásaikat. Feltételezhető, hogy Ridgway fékezhetetlen vágya és szilárd vallási meggyőződése között őrlődött.

## A gyilkosságok
Az 1980-as és 1990-es években Ridgway legalább 71 nőt gyilkolt meg (Ridgway állítása szerint, amikor Dave Reichert seriff 2001-ben kihallgatta) Seattle-hez és Tacomához közel. A bíróságon később úgy nyilatkozott: annyi embert ölt meg, hogy már nem tudta számontartani. A gyilkosságok többségét 1982 és 1984 között követte el. Az áldozatok nagyrészt prostituáltak és otthonról elszökött fiatalok voltak, akiket a Pacific Highway mentén szedett fel és fojtott meg. A holttestek nagy részétől egy fás területen szabadult meg a Green River környékén, kivéve két biztosan hozzá köthető holttestet és kettő feltehetően hozzá köthető testet Portland, Oregon területén. A testeket gyakran csoportokba gyűjtötte, néha különböző pózokban, meztelenül helyezte el. Időnként visszatért a maradványokhoz, és közösült velük. Ridgway később úgy gondolta, hogy nem nekrofília volt, amit tett, hanem ennek köszönhetően csökkentette a vágyát arra, hogy új áldozatot keressen, és így csökkenthette a lehetőségét annak, hogy elkapják őt. Mivel a testek nagy részét csak csontváz állapotukban sikerült felfedezni, így három megtalált áldozatot nem sikerült azonosítani. Ridgway időnként rágógumikat, cigarettacsikkeket és más emberekhez tartozó jegyzeteket szórt szét a holttestek környékén, sőt néhány áldozat maradványát még át is szállította Oregonba, hogy megtévessze a rendőrséget.
Ridgway általában úgy gyilkolt, hogy felvett egy nőt (általában prostituáltat). Néha mutatott nekik képeket a fiáról, hogy elnyerje a bizalmukat. Miután megerőszakolta őket, hátulról fojtogatta az áldozatokat. A kezdetekben még kézzel fojtotta meg őket, ám miután az áldozatok sebeket és zúzódásokat okoztak a kezén, miközben védekezni próbáltak, így elkezdett kötelet használni. Az áldozatok nagy részét az otthonában, az autójában vagy egy eldugott környéken ölte meg. Az 1980-as évek elején a King Megyei Seriffhivatal létrehozta a Green River-i munkacsoportot a gyilkosságok felderítése érdekében. A munkacsoport tagja volt Robert Keppel és Dave Reichert is, akik többször is interjút készítettek a bebörtönzött sorozatgyilkossal, Ted Bundyval 1984-ben. Bundy véleményt mondott a gyilkos pszichológiájáról, motivációiról és magatartásáról: úgy gondolta, hogy a gyilkos visszatér a holttestekhez, hogy közösüljön velük (amely igaznak bizonyult), azt javasolta, hogy ha a rendőrség talál egy friss sírt, akkor várják meg, hogy visszatérjen hozzá. A nyomozásban John E. Douglas is részt vett, aki elkészítette a gyilkos profilját.
Ridgwayt 1982-ben és 2001-ben is letartóztatták prostitúcióval kapcsolatos vádak miatt. 1983-ban gyanúsították meg a Green River-i gyilkosságokkal. 1984-ben átment a poligráfteszten, bár az FBI által később kifejlesztett minőségi ellenőrző protokollok azt állapították meg, hogy Ridgway valójában megbukott a teszten. 1987. április 7-én a rendőrök haj- és nyálmintákat vettek Ridgwaytől.
1985 körül Ridgway elkezdett találkozgatni Judith Mawsonnal, akit 1988-ban feleségül is vett (harmadik felesége). Mawson egy 2010-ben készült interjún azt állította, hogy amikor beköltözött Ridgway házába, feltűnt neki, hogy nincs szőnyeg. Később a nyomozók mondták el neki, hogy valószínűleg egy holttestet csomagolt be vele. Ugyanebben az interjúban mondta el továbbá azt is, hogy Ridgway néha nagyon korán ment be a munkába, látszólag a túlóradíjért. Mawson úgy gondolta, hogy a férje valószínűleg ezekben a korai órákban követhette el a gyilkosságokat. Mielőtt 1987-ben felvette a kapcsolatot a hatóságokkal, soha nem gondolta volna, hogy Ridgway követte el a gyilkosságokat, sőt nem is hallott a Green River-i gyilkosról, mivel nem nézett híreket.
Pennie Morehead interjút készített Ridgwayjel a börtönben, aki azt mondta, hogy miközben együtt volt Mawsonnal, kevesebb embert ölt meg és tényleg nagyon szerette őt. A 49 ismert áldozata közül három embert ölt meg, miután feleségül vette Mawsont. Mawson azt mondta egy helyi televíziós riporternek: "Úgy érzem, életet mentettem ... azzal, hogy a felesége lettem és boldoggá tettem őt."
Az 1987-ben gyűjtött mintákat később DNS-analízisnek vetették alá, amely megalapozta az elfogatóparancsot. 2001. november 30-án Ridgway a kenworth-i teherautógyárban volt, ahol festőként dolgozott, amikor a rendőrség megérkezett, hogy letartóztassa őt. Ridgwayt azzal a gyanúval tartóztatták le, hogy négy nőt gyilkolt meg közel 20 évvel korábban, miután potenciális gyanúsítottként azonosították először, és a rendőrök által levett nyálmintákból nyert DNS-t egyértelműen összekapcsolták az áldozatokon talált spermamintákkal. Az eredeti vádiratban megnevezett 4 áldozat: Marcia Chapman, Opal Mills, Cynthia Hinds és Carol Ann Christensen. Három további áldozat - Wendy Coffield, Debra Bonner és Debra Estes - is bekerült később a vádiratba, tekintve, hogy egy törvényszéki tudós mikroszkopikus festékszóró-részecskéket talált a holttesteken, ezt a különleges márkát használták a kenworth-i gyárban abban a meghatározott időtartamban, amikor ezeket az áldozatokat megöltek.

## Fordítás
Ez a szócikk részben vagy egészben  a   Gary Ridgway című angol Wikipédia-szócikk ezen változatának fordításán alapul.  Az eredeti cikk szerkesztőit annak laptörténete sorolja fel. Ez a jelzés csupán a megfogalmazás eredetét és a szerzői jogokat jelzi, nem szolgál a cikkben szereplő információk forrásmegjelöléseként.